# مات ستيفنسون
مات ستيفنسون هو لاعب هوكي الجليد كندي، ولد في 3 مارس 1984 في ميدلاند في كندا.

## وصلات خارجية
- مات ستيفنسون على موقع دوري الهوكي الوطني (الإنجليزية)
- مات ستيفنسون على موقع EliteProspects.com (الإنجليزية)
- مات ستيفنسون على موقع HockeyDB.com (الإنجليزية)